# Bercea, Sălaj
Bercea este un sat în comuna Sânmihaiu Almașului din județul Sălaj, Transilvania, România.

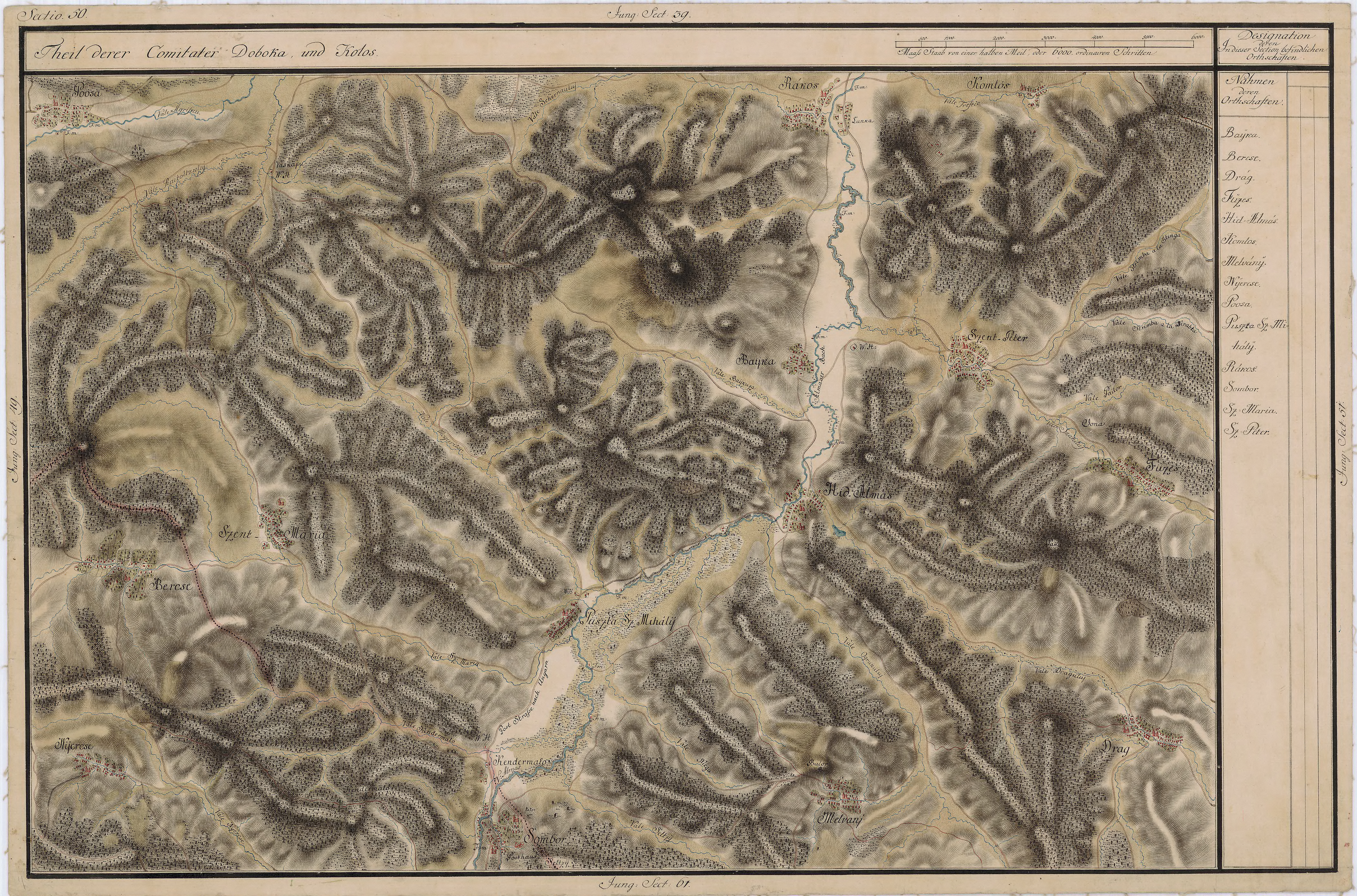
Bercea în Harta Iosefină a Transilvaniei, 1769-73

## Așezare
Localitatea este așezată între dealuri, cu un pârâu care se varsă în Almaș. Toponimia locurilor: pârâul Bercea, dealul Fânațelor, dealul Urzăcarului, dealul Rujii, dealul Uricul Cucului, pășunea Marinuța, pășunea și pădurea Galișului, dealu Alb și dosul Alb, pășunea și pădurea Vârticelului, pășunea și pădurea Făjetelor, pădurea Zapodea, pădurea și dealul Boti, Valea și dosul Văii Merelor-deal, râtul Ceti, dealul Olăriște. 

## Vecini
Vecinătățile localității: Mierța, Benea, Răstolțul Mare, Răstolțul Deșert (Pusta), Sântămărie, Sânmihaiul Almașului, Chendremal, Zimbor. 

## Demografie
În anii 50 satul număra aproximativ 390-400 locuitori, români greco-catolici majoritatea, două-trei familii de țigani, cu cca 10 suflete, un polonez și două evreice. În anul 2006 au fost circa 80 români ortodocși și cca 70 de țigani ortodocși și sectanți. În urma colectivizării populația tânără s-a strămutat la oraș. Azi mai sunt două-trei familii tinere de români și câteva de țigani. 

## Economie
În vremurile bune, localnicii se ocupau de agricultură, pomicultură, creșterea animalelor. Azi se practică o agricultură de subzistență, se face palincă de prune și din fructe diverse. Via se cultivă foarte puțin în două-trei locații. 

## Școala
Școala satului are în prezent circa 10 elevi, împărțiți în clasele I-IV.

## Infrastructura
Accesul în localitate se face pe un drum de țară, din Sânmihaiul Almașului pe Valea Sânmihaiului, pietruit și care prin grija primăriei din Sânmihai s-a făcut numai până aproape de intrarea în localitate.

## Atracții turistice
În centrul satului, pe un deal se află biserica satului, mai jos un monument în piatră, ce comemorează pe localnicii căzuți în primul și al doilea război mondial. 

## Imagini

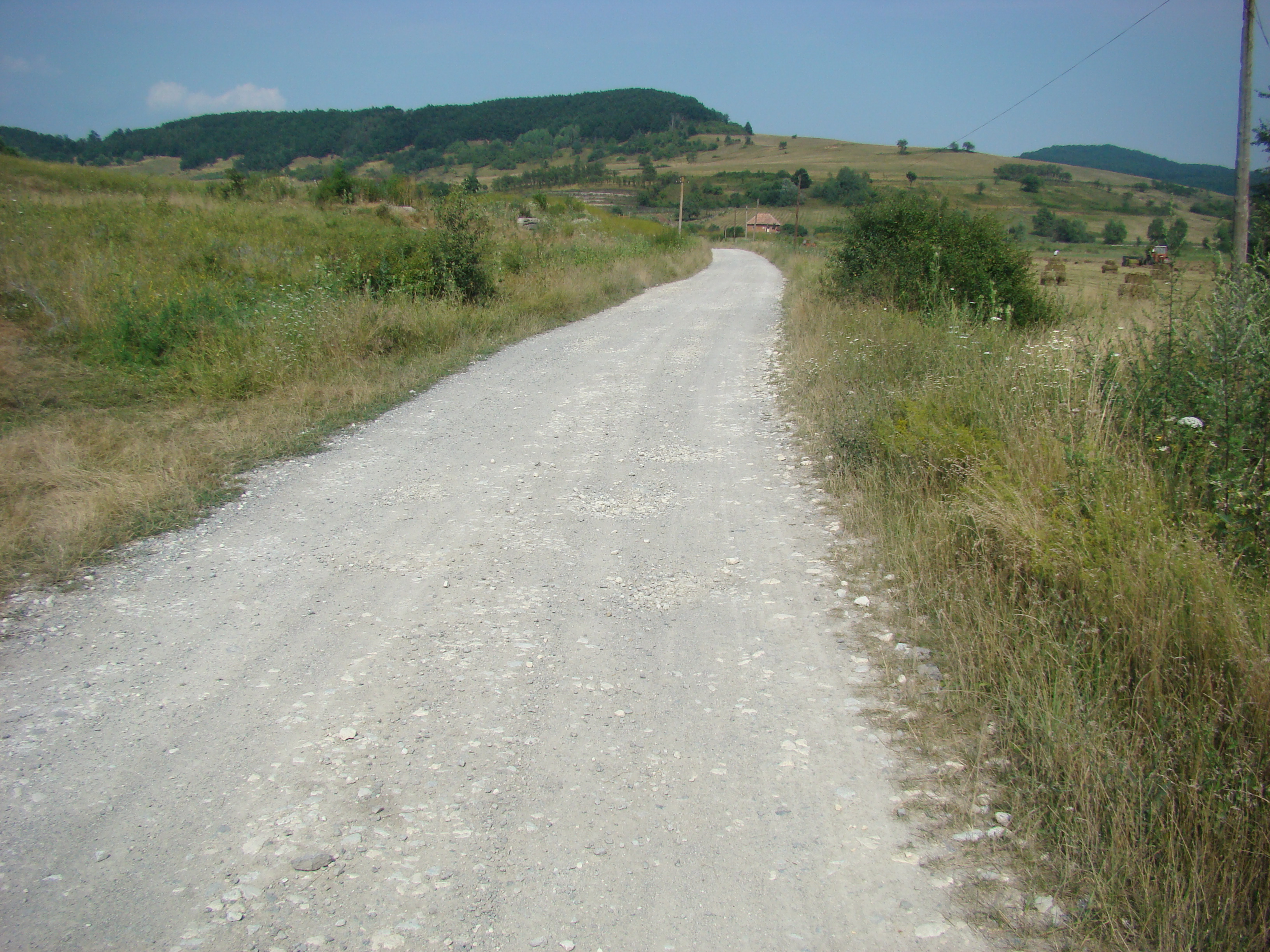
Drumul Sânmihaiu Almaşului-Bercea
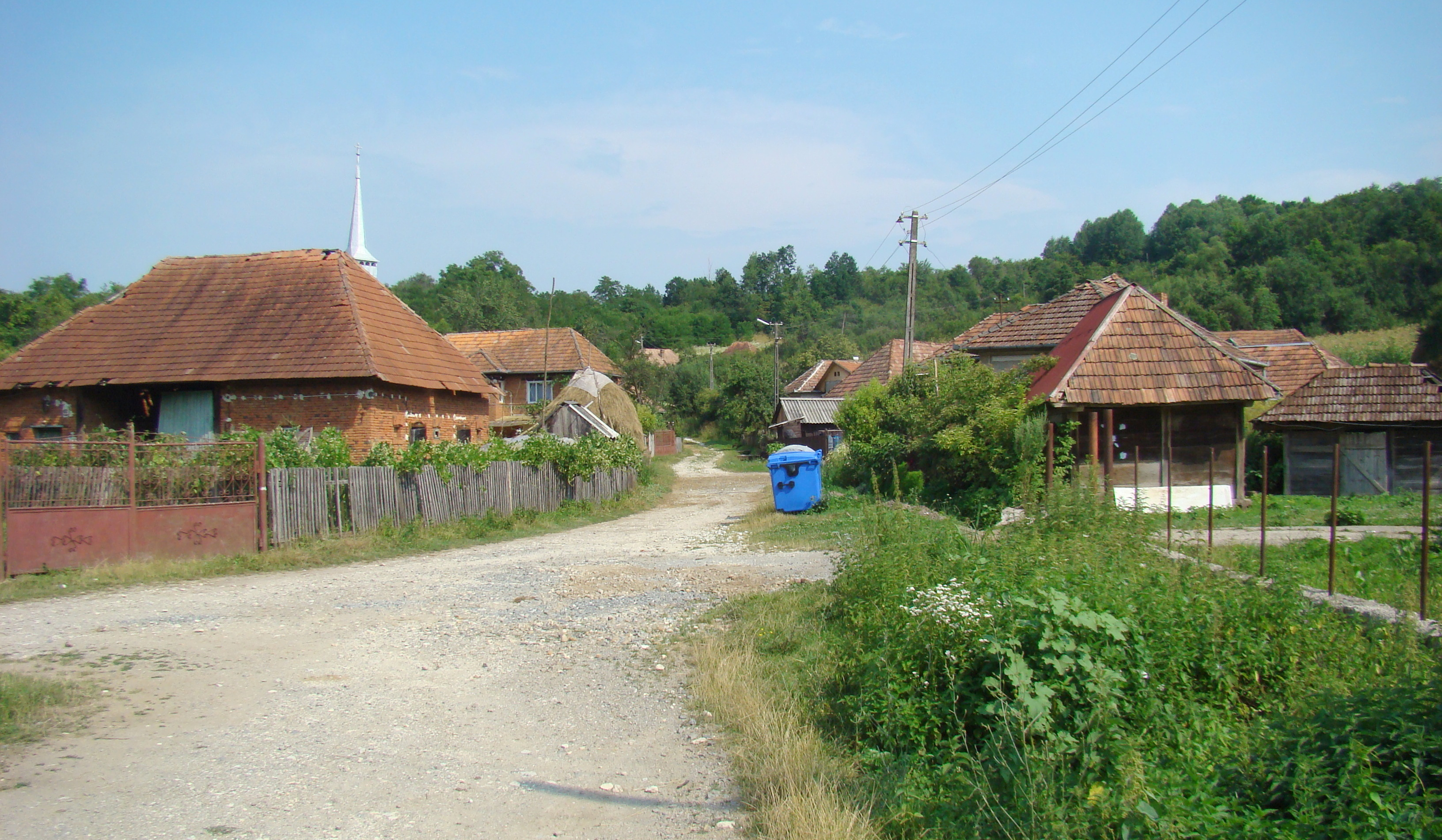
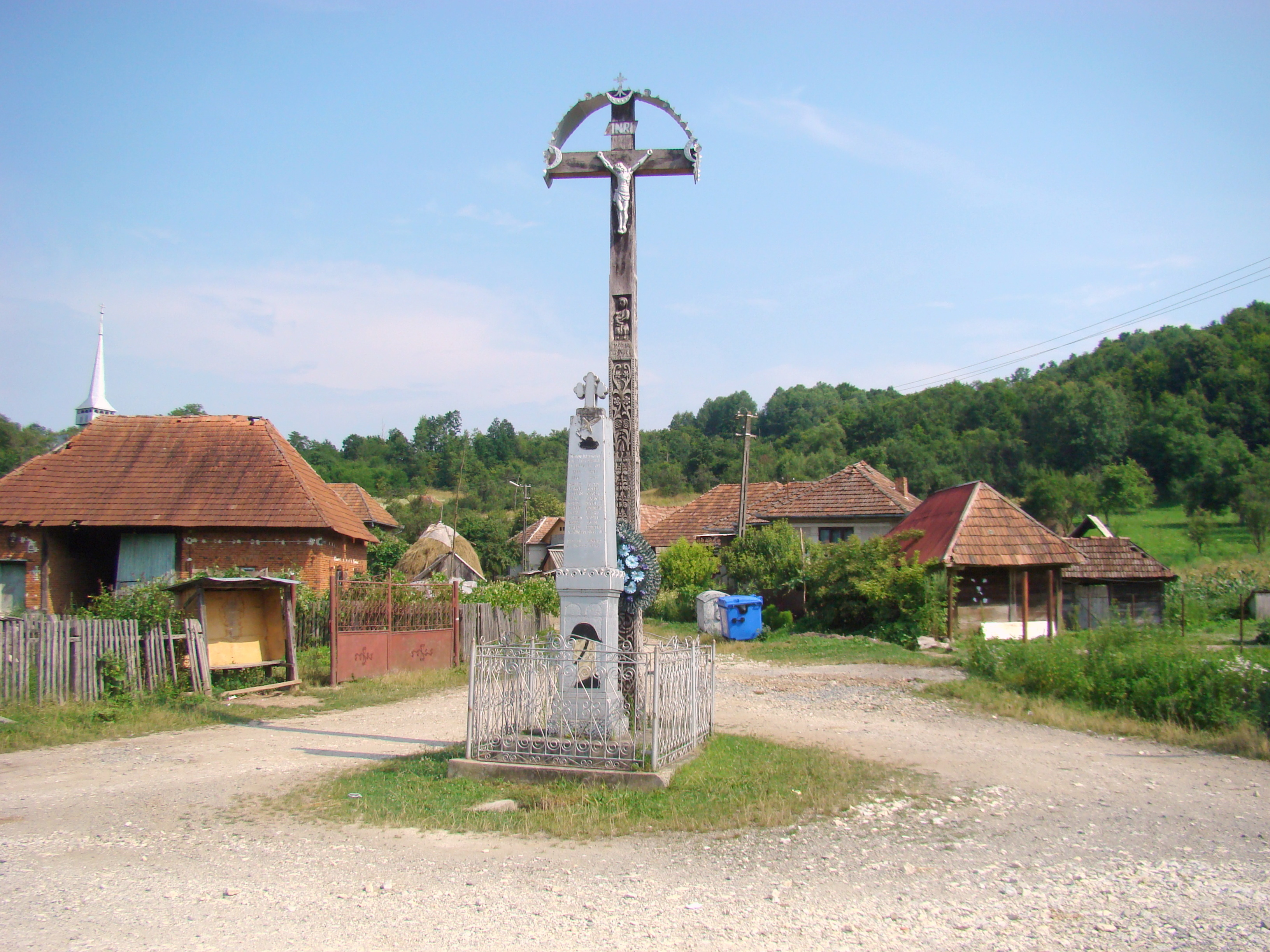
Monumentul eroilor
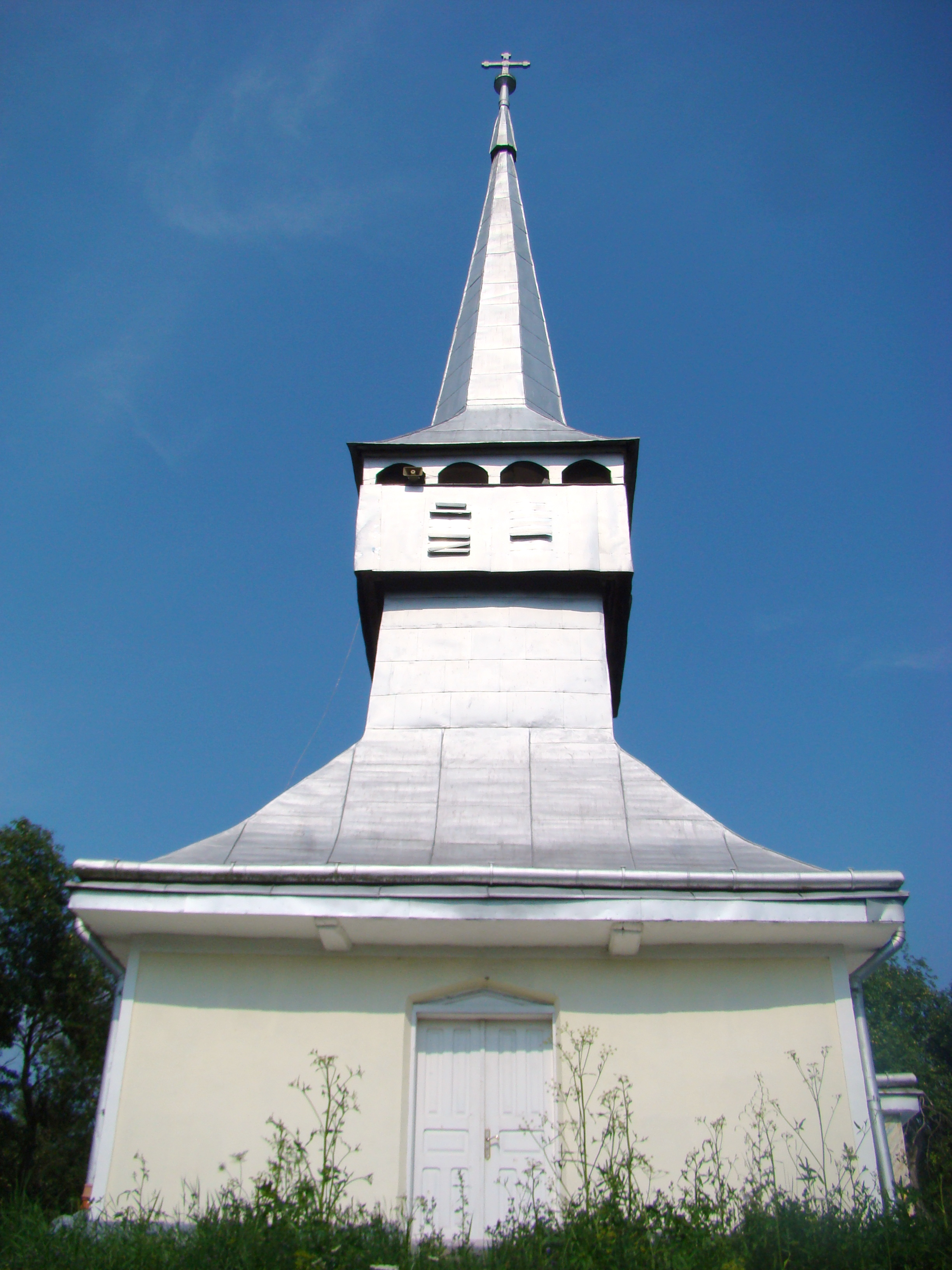
Biserica de lemn
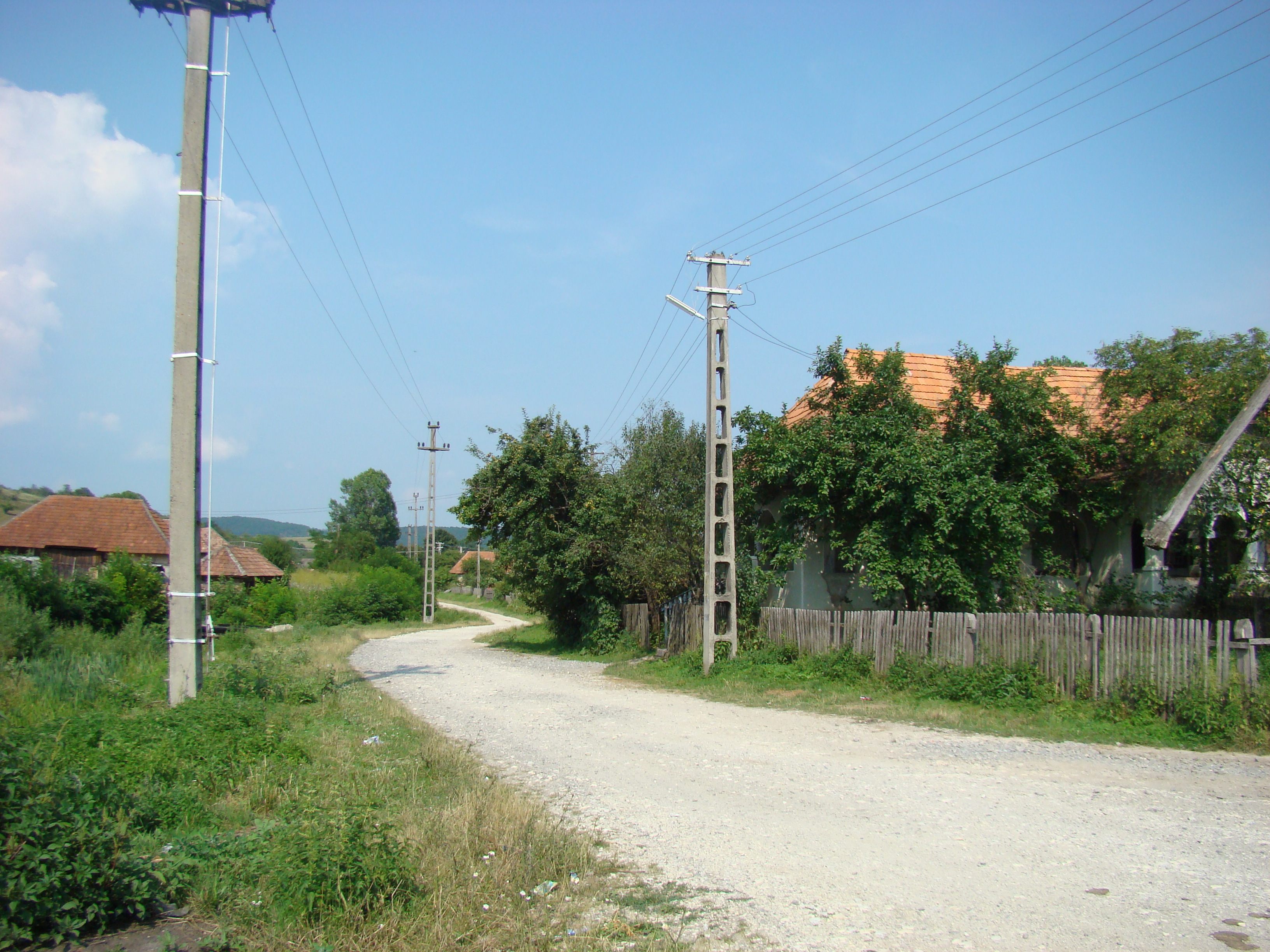
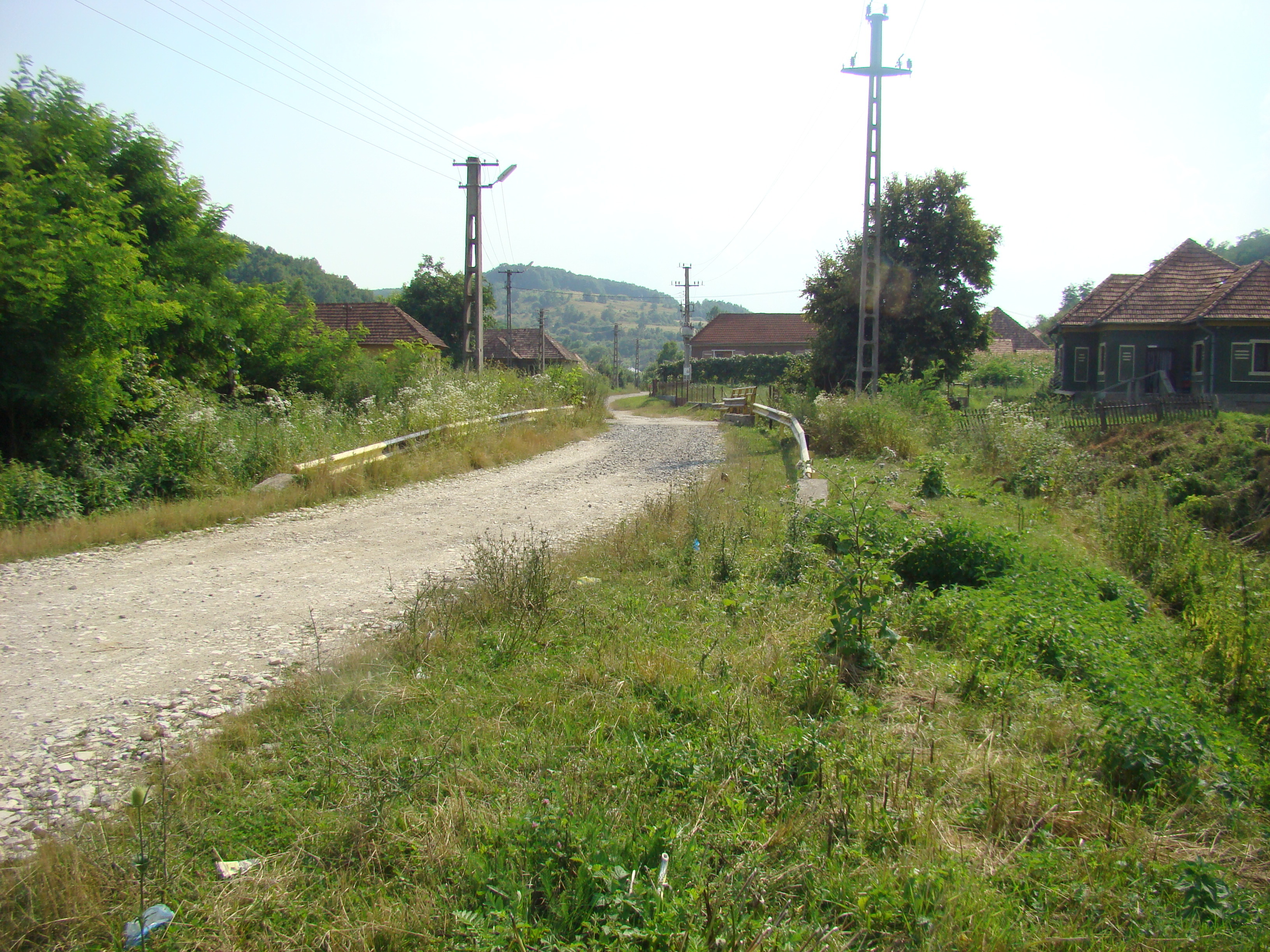
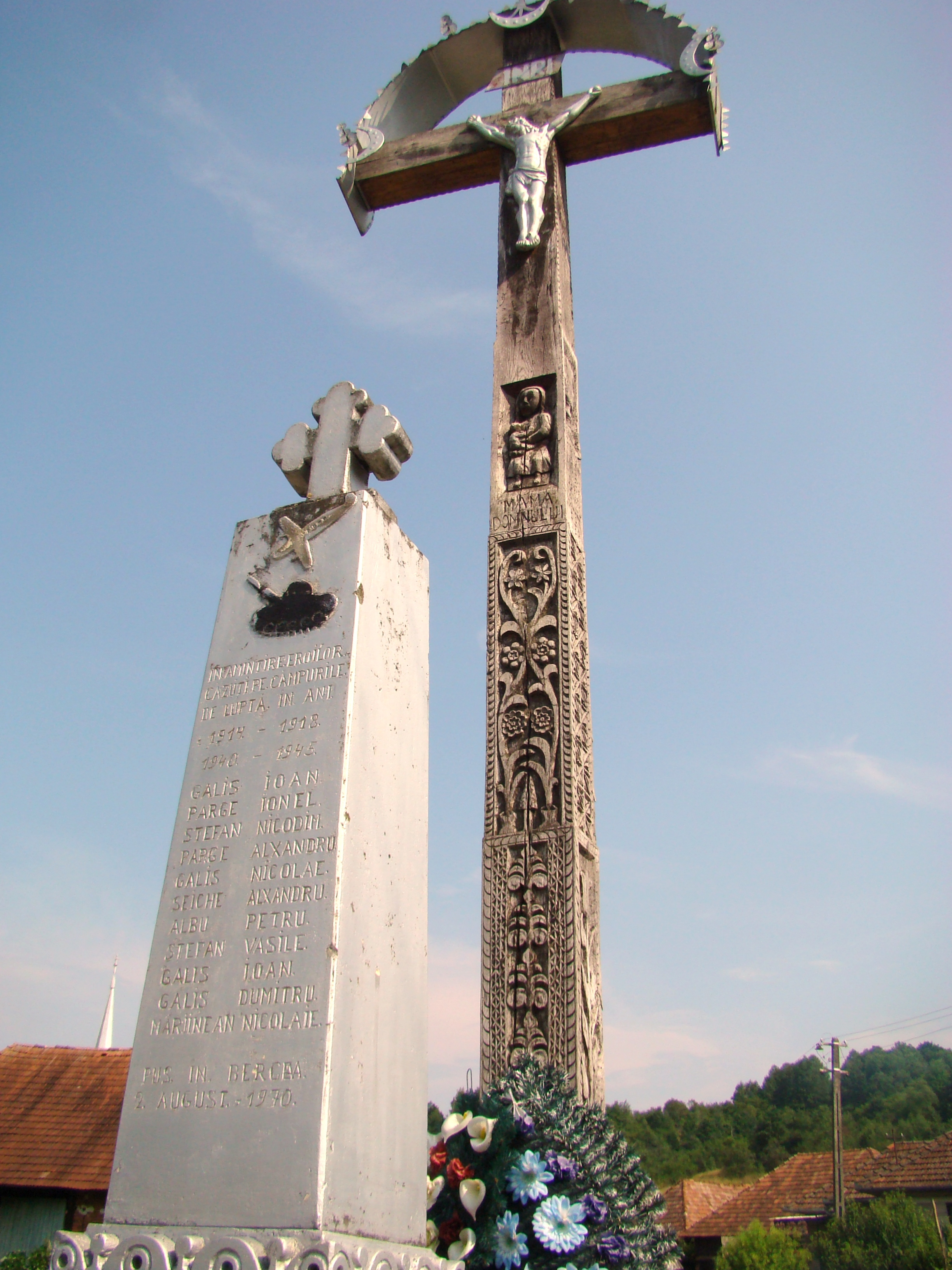
Monumentul eroilor
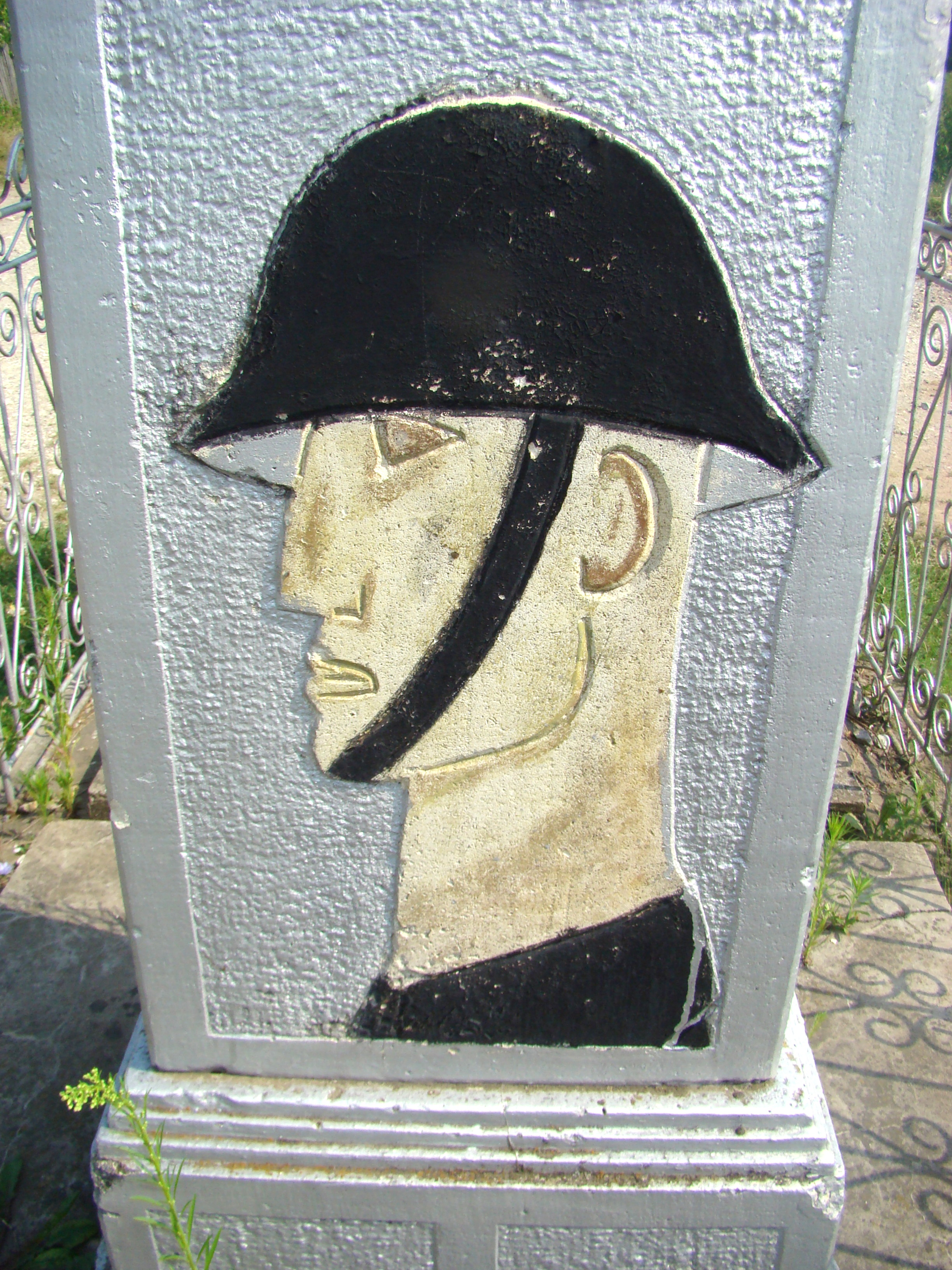
Monumentul eroilor (detaliu)
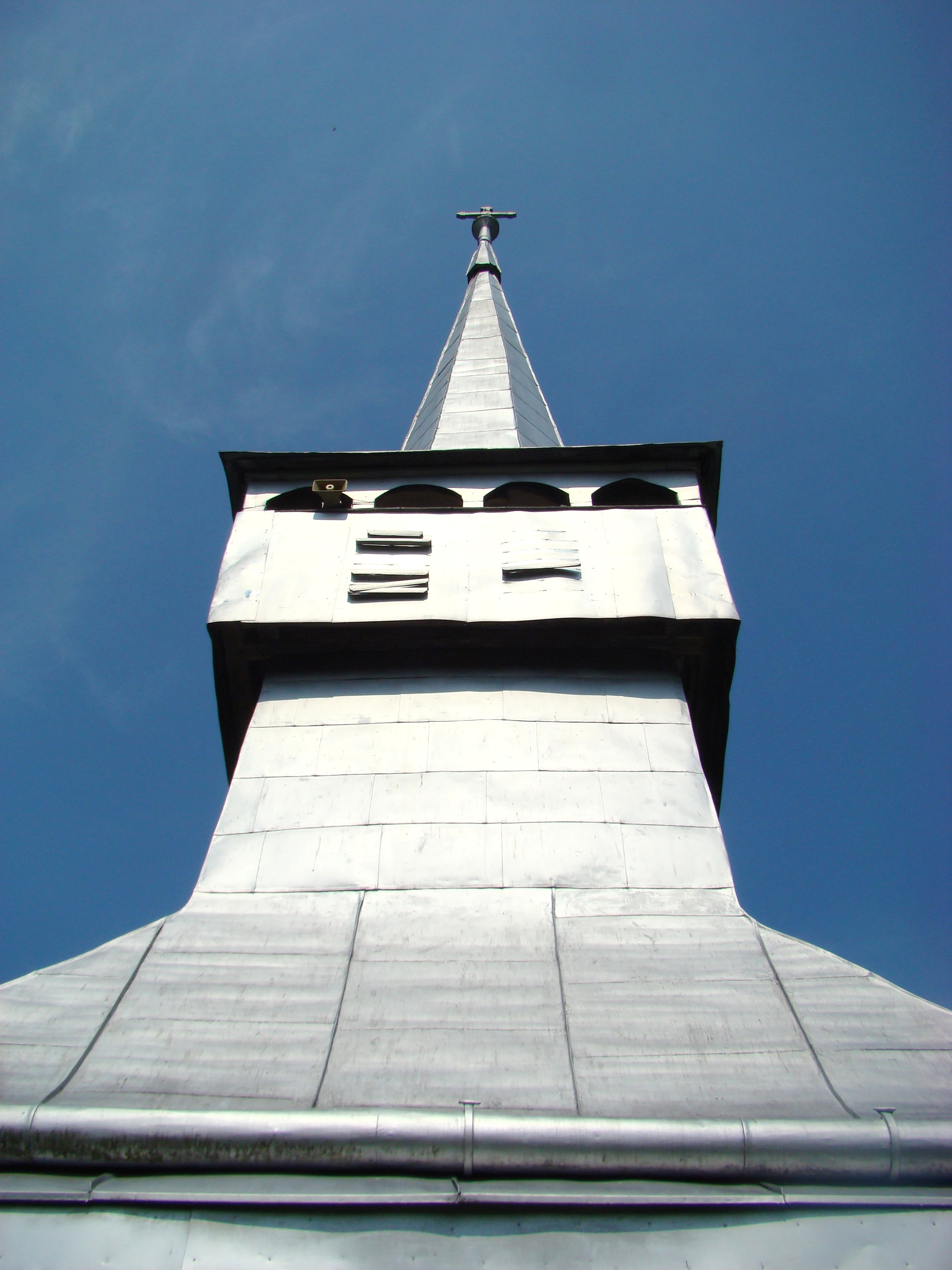
Turnul bisericii de lemn
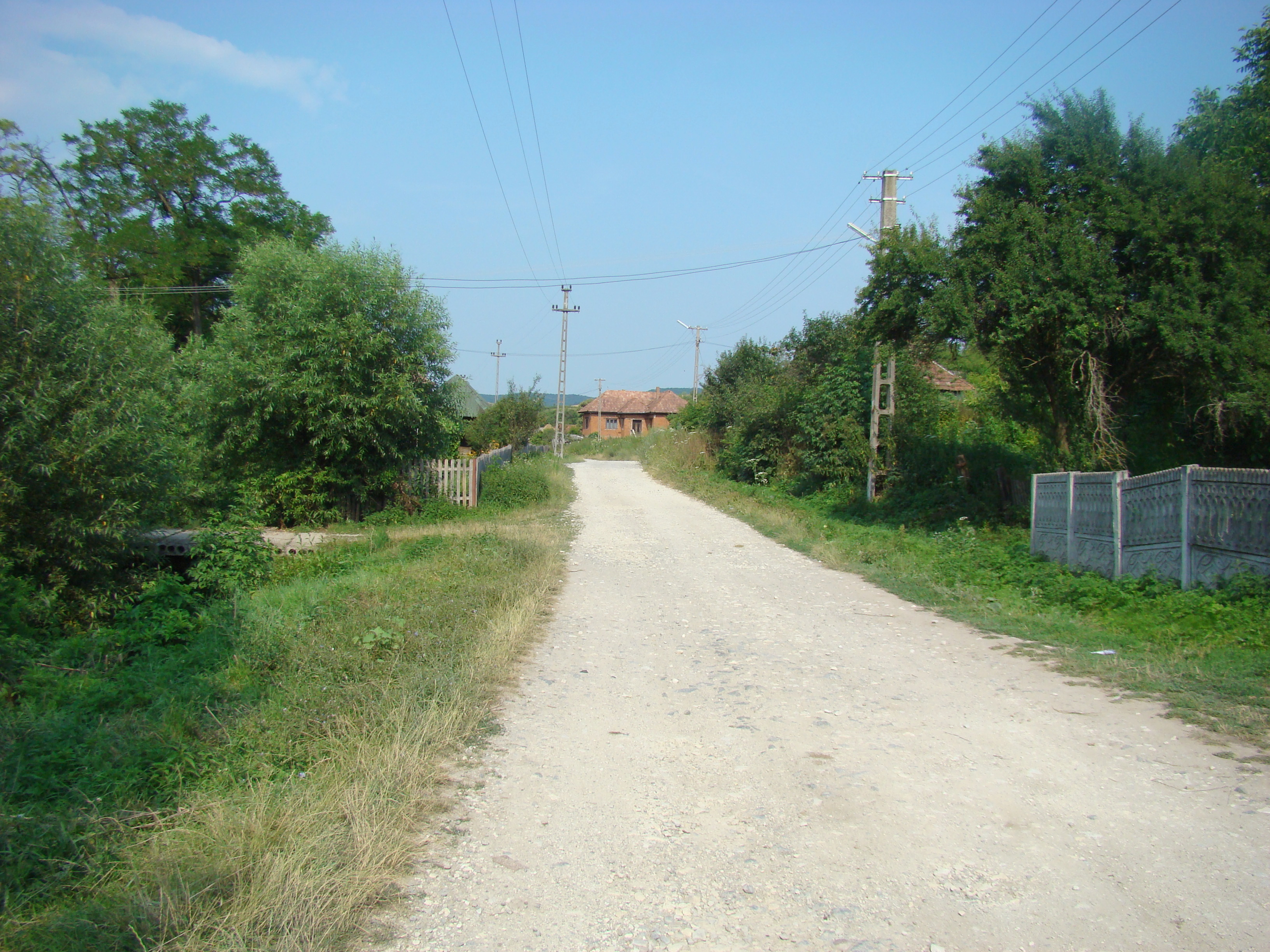
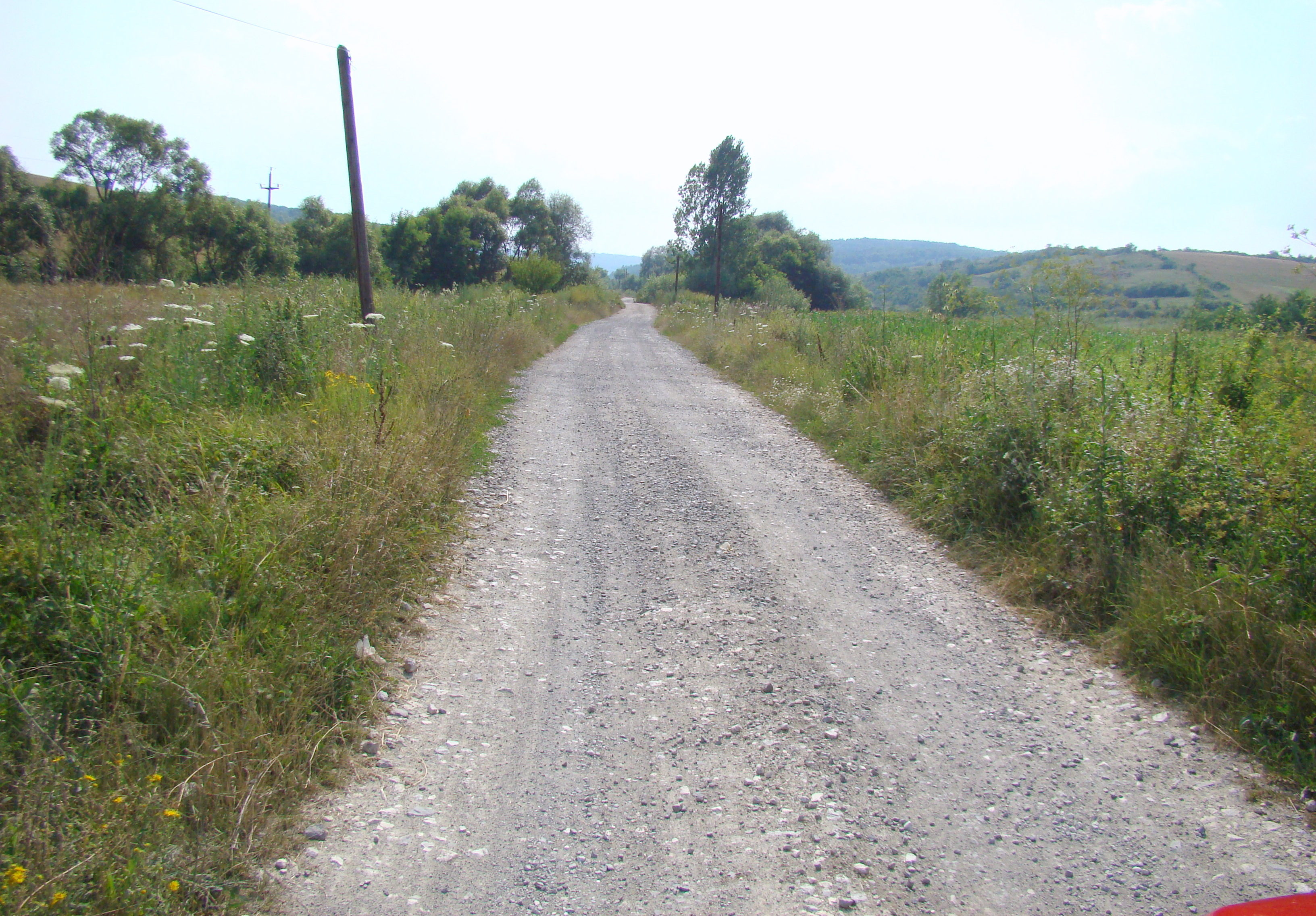
Drumul Sânmihaiu Almaşului-Bercea